# Ancient Domains of Mystery
Ancient Domains of Mystery, vaak afgekort als ADOM, is een videospel voor verschillende platforms uit 1994. Het is een roguelike-spel waarin de speler de krachten van Chaos moet tegenhouden die de wereld van Ancardia bedreigen. Zoals in de meeste roguelikes, wordt ook in ADOM de spelwereld weergegeven in ASCII-tekens.
De speler kan een mannelijk of vrouwelijk karakter aanmaken, en kan kiezen tussen 10 verschillende rassen, waaronder mensen, elfen, dwergen en orcs, en 20 verschillende klassen. Ieder ras en iedere klasse begint met verschillende vaardigheden.
ADOM is gemaakt door Thomas Biskup. De nieuwste versie is 3.3.3, die gedownload kan worden vanaf de website. Zoals de meeste roguelikes is ADOM gratis, maar in tegenstelling tot de meeste roguelikes is het niet open-source.

## Platforms
| Jaar | Platform     |
| ---- | ------------ |
| 1994 | Linux        |
| 1995 | Amiga        |
| 1996 | DOS, Windows |

## Ontvangst
| Beoordeeld door    | Uitgave | Platform | Score |
| ------------------ | ------- | -------- | ----- |
| GameHippo.com      | 2002    | Windows  | 90%   |
| GameHippo.com      | 2002    | DOS      | 90%   |
| Abandonia Reloaded | 2005    | DOS      | 74%   |
| Abandonia Reloaded | 2005    | Windows  | 74%   |